# Editorial Kairós
Editorial Kairós és una editorial fundada en 1964 per Salvador Pániker i dirigida pel seu fill Agustín Pániker, amb seu a Barcelona. Està especialitzada en el diàleg entre ciència i espiritualitat, entre Orient i Occident, entre la raó i la intuïció. Disposa d'un fons amb més de 650 títols publicats, sent una editorial de referència per al públic general interessat en les tradicions d'Orient, en la psicologia profunda, en el diàleg entre ciència i mística o en l'assaig en general.